# امیل ساکره
امیل ساکره (انگلیسی: Émile Sacré) قایقران قایق بادبانی اهل فرانسه است.